# تستر

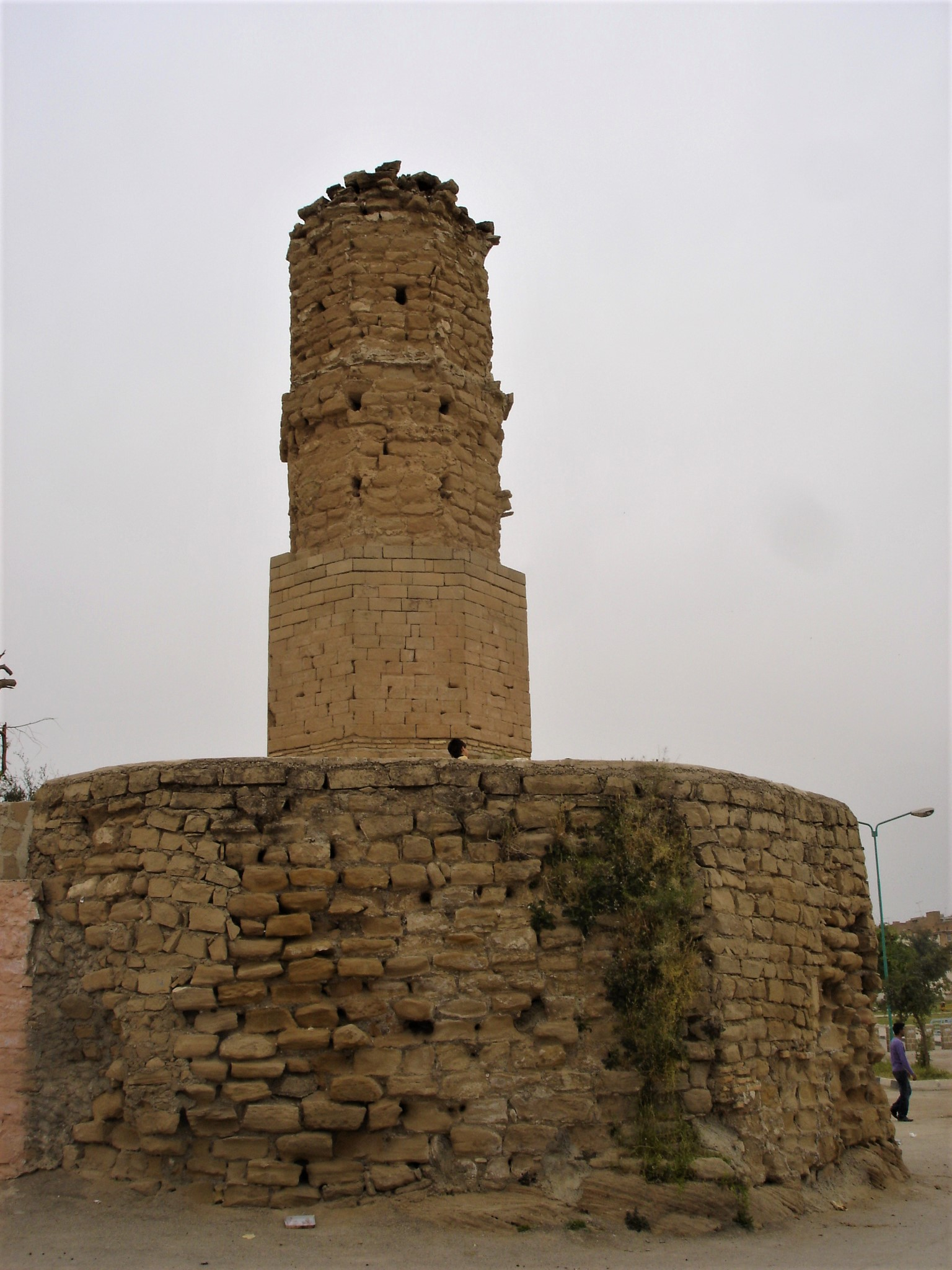
برج كلاه‌ فرنغي

تُستَر (بالفارسية: شوشتر) هي مدينة إيرانية تقع شمال مدينة الأحواز في محافظة محافظة خوزستان وتبعد عنها حولي81 كيلومتر، تستر توجد على هضبة ويمر منها أطول نهر في محافظة خوزستان وهو نهر كارون. ويقع قرب المدينة نظام تستر الهيدروليكي التأريخي وهو مدرج على قائمة اليونسكو للتراث العالمي منذ عام 2009. السكان هم من أصول عربية ويتحدثون اللغة العربية وأيضاً اللغة الفارسیة.

## تاريخ
فتحها المسلمون عنوة سنة 17 هـ بقيادة أبي موسى الأشعري، كما أسر في الوقعة الهرمزان قائد جنود الفرس.

## أعلام
- محمد علي امام الشوشتري
- سهل التستري
- قيصر أمينبور
- نعمة الله الجزائري
- جعفر التستري

## الانقسامات القطرية
كان لشوشتر مناطق مركزية وغتوند حتى عام 2004. مع تحول منطقة غتوند إلى مدينة غتوند ، أصبحت الآن مدينة شوشتار بها أجزاء مركزية مع وسط شوشتر والشعيبية مع وسط غورية. شوشتر تحدها مدن الأهواز ودزفول وغتوند وهافتكول ومسجد سليمان وشوشة وباوي.